# Tripoma arboreum
Tripoma arboreum är en nässeldjursart som beskrevs av Hirohito 1995    . Tripoma arboreum ingår i släktet Tripoma och familjen Campanulinidae. Inga underarter finns listade i Catalogue of Life.